# Анисимов, Иван Степанович
Иван Степанович Анисимов (1885 — после 1934) — советский революционер, участник Гражданской войны в России, анархист (до 1921 года).

## Биография
В 1918 году стал одним из организаторов Красной гвардии в городе Сарапуле, стал членом матросской секции Сарапульского совета рабочих, солдатских и крестьянских депутатов, позже — комендант города Сарапула. В январе того же года принимал участие в подавлении восстания в городе Елабуга, весной — крестьянских беспорядков в Сарапульском уезде, в июле — в разгоне левоэсерского совета в городе Оса. Затем был командиром десантного отряда парохода «Громобой». В конце июля назначен командиром Камской флотилии, которая состояла всего из 3 пароходов и 2 понтонов. В августе принимал участие в боях с ижевско-воткинскими повстанцами в сёлах Гольяны, Галево и Берёзовка, после чего арестован как узник «баржи смерти». В октябре 1918 года Анисимов стал комиссаром отряда Волжской военной флотилии, участник обороны города Царицына.
С 1920 года вёл мирную жизнь, был рабочим нескольких предприятий городов Ижевск, Тифлис и Сарапул, в 1931—1933 годах был заведующим производства Сарапульского районного отделения Общества помощи инвалидам войны. Дальнейшая судьба неизвестна.